# Strimmig jery
Strimmig jery (Neomixis striatigula) är en fågel i familjen cistikolor inom ordningen tättingar.

## Utseende och läte
Strimmig jery är en liten och spetsnäbbad sångare. Den uppvisar till skillnad från sina släktingar alltid strimmig undersida. Jämfört med andra arter i släktet är den också större, med kraftigare näbb och mörka ben. Grå madagaskarsångare är större, men grönare rygg och svagare ögonbrynsstreck. Sången skiljer sig åt geografiskt, i öst en utdragen och behaglig stigande och fallande drill, i väst en komplicerad serie med ljusa toner och lägre drillar. 

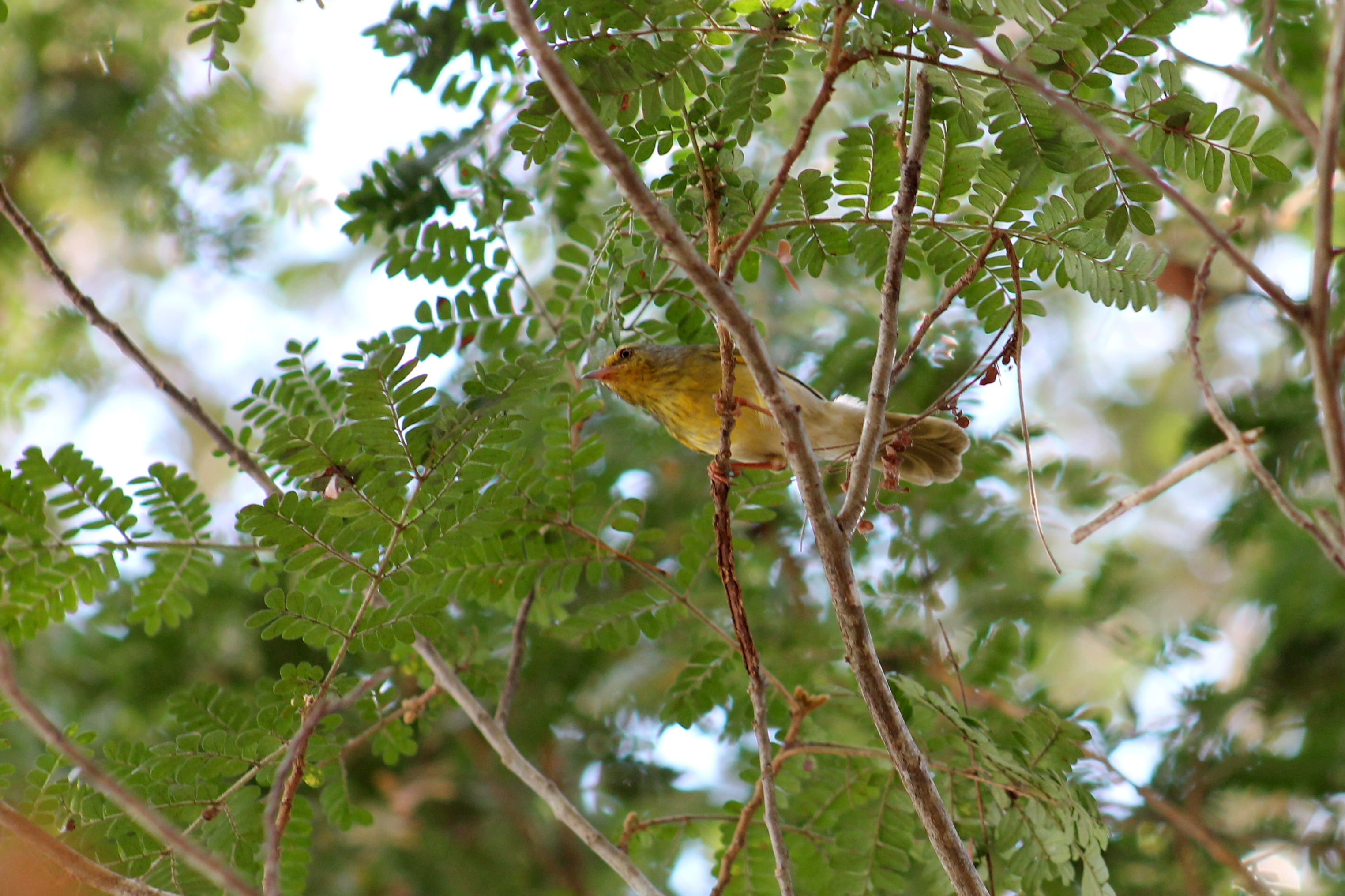

## Utbredning och systematik
Strimmig jery förekommer ennbart på Madagaskar. Den delas vanligen in i tre underarter med följande utbredning:
- Neomixis striatigula sclateri – regnskog på nordöstra Madagaskar
- Neomixis striatigula pallidior – torra ökenområden på Madagaskar
- Neomixis striatigula striatigula – regnskog i sydöstra Madagaskar

Sedan 2016 urskiljer Birdlife International och naturvårdsunionen IUCN pallidior som den egna arten "halvökenjery". 

### Familjetillhörighet
Cistikolorna behandlades tidigare som en del av den stora familjen sångare (Sylviidae). Genetiska studier har dock visat att sångarna inte är varandras närmaste släktingar. Istället är de en del av en klad som även omfattar timalior, lärkor, bulbyler, stjärtmesar och svalor. Idag delas därför Sylviidae upp i ett antal familjer, däribland Cisticolidae.

## Levnadssätt
Strimmig jery hittas i regnskog, spikskog och buskmarker, mycket lokalt också i torr lövskog. Den rör sig energiskt, ofta som en del av kringvandrande artblandade flockar.

## Status
IUCN bedömer pallidior övriga underarter var för sig, båda populationer som livskraftiga.